# Kicz

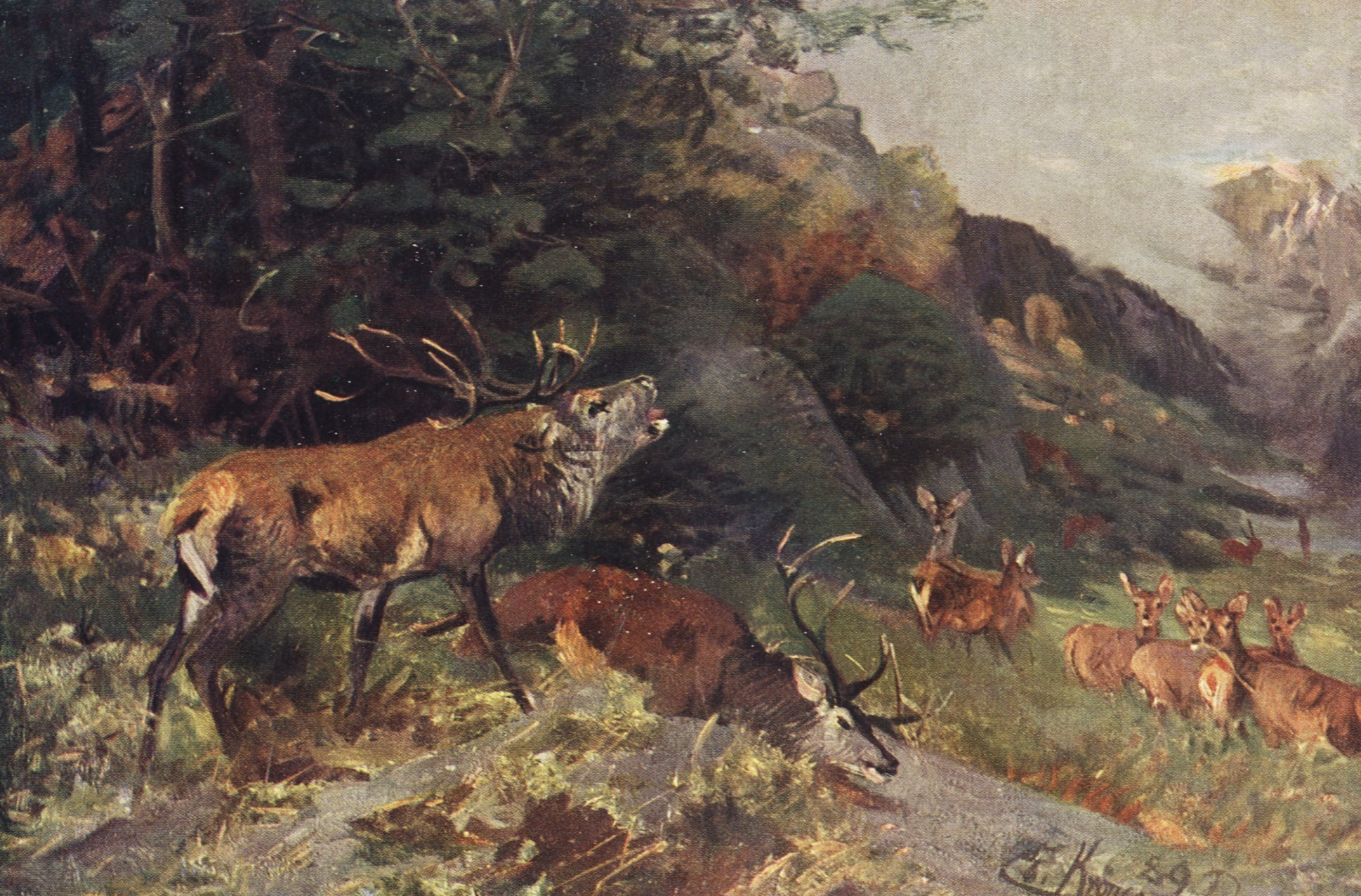
Jeleń na rykowisku, motyw malarski uważany za synonim kiczu

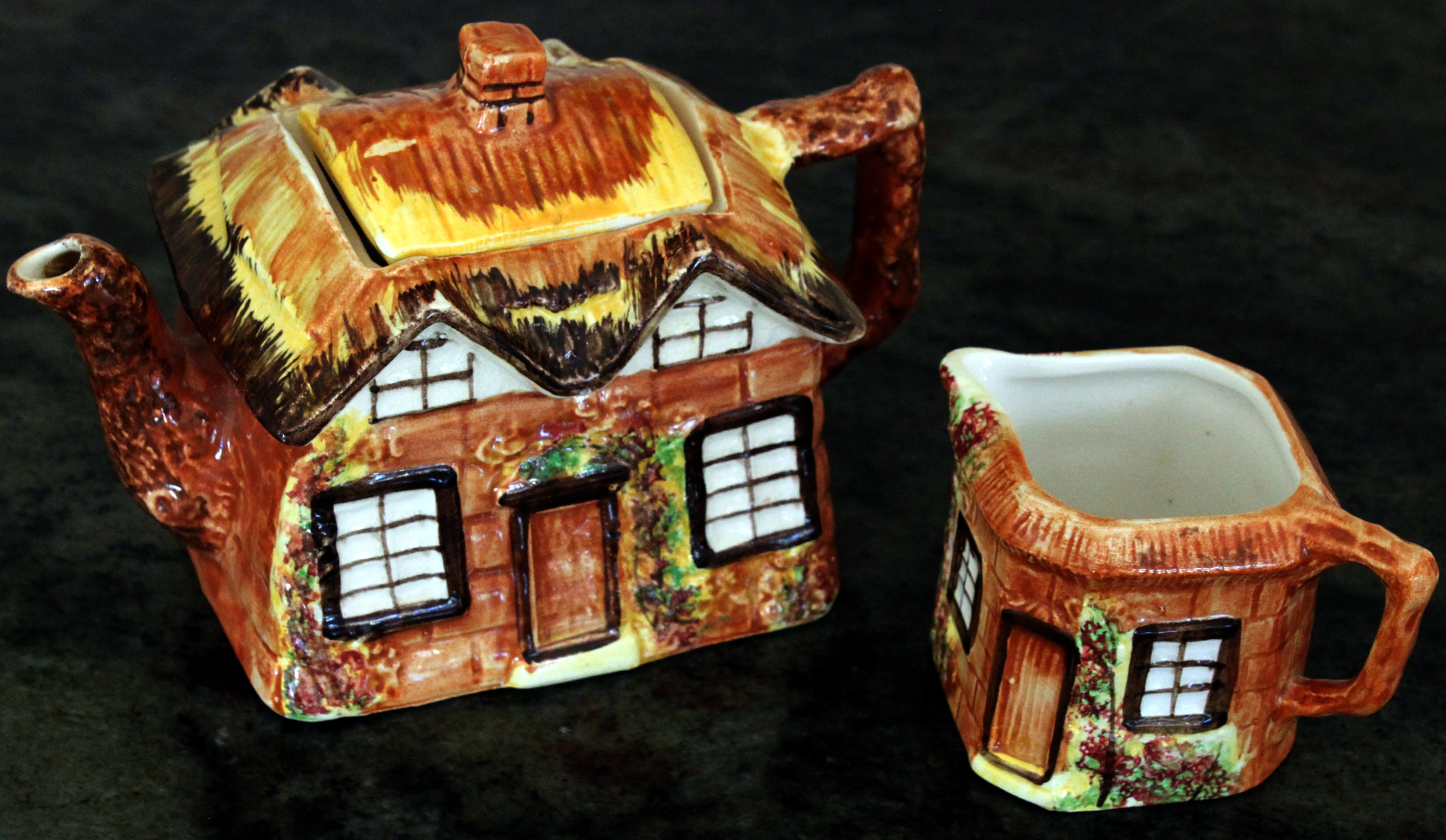
Współczesna ceramika o wątpliwej jakości artystycznej

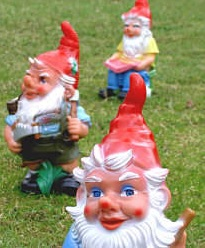
Krasnale ogrodowe – popularny przejaw kiczu

Kicz (z niem. Kitsch – lichota, tandeta, bubel) – utwór lub rzecz o miernej wartości, schlebiający popularnym gustom, który w opinii krytyków sztuki i innych artystów nie posiada wartości artystycznej.
Określanie czegoś kiczem wskazuje odbiorcy brzydotę i lichość oraz małą wartość artystyczną tak nazwanego dzieła, wykonanego z pewnym przepychem, ale zupełnie pozbawionego gustu: przedmiotu, kompozycji plastycznej, utworu literackiego czy muzycznego, filmu itp. Kicz jest określeniem silnie pejoratywnym i często kontrowersyjnym. To, co dla jednych jest kiczem, przez innych może być uznane za wartościową sztukę. Określenie to powstało ok. 1870 r. w monachijskich kołach malarskich i pierwotnie dotyczyło tylko obrazów.
Za kicz są też często uważane dzieła pretendujące do nowatorstwa, których wartość jest kwestionowana przez współczesnych krytyków, stosujących do oceny normy swego czasu. Krytycy czasami miewają rację i tego rodzaju dzieła idą w zapomnienie jako grafomania. Czasem jednak po latach to, co dawniej uważano za kicz, może się okazać w oczach przyszłych pokoleń wartościową twórczością. Przykładem są tu opery komediowe (opera buffa) Mozarta (Wesele Figara i inne), które w czasach ich powstawania były przez krytyków uważane za artystycznie bezwartościowe, mimo że cieszyły się dużą popularnością wśród publiczności Wiednia. Choć ocena w tej sprawie jest wysoce subiektywna, dość ogólnymi cechami kiczu są nadmierna łatwość przekazu, udawanie jednej rzeczy przez inną (np. lampa z butelki), płytka jednoznaczność i „ładność”, a w nowszej sztuce nieraz natrętna „brzydota dla brzydoty”, pozbawiona innej treści czy myśli.
Celowa kiczowatość bywa też świadomie wykorzystywana przez wybitnych artystów jako forma przekornej wypowiedzi, tworzonej na przekór „standardom akademickim”, pokazująca, że sztafaż kultury masowej również może stanowić cenne tworzywo i że często zaliczanie czegoś do kiczu jest raczej wyrazem arogancji kulturowej niż obiektywną oceną artystyczną. Jednym z pierwszych przejawów tego rodzaju podejścia do sztuki był dadaizm. Podejście to jest najbardziej widoczne w sztuce zwanej pop-artem, którego najwybitniejszym przedstawicielem był Andy Warhol.

## Pojęcie kiczu
Jako pierwsi słowem „kicz” zaczęli posługiwać się krytycy sztuki z Monachium w latach 70. XIX wieku w odniesieniu do tandetnych pejzaży nieznanego autorstwa, sprzedawanych w wielkich złoconych ramach albo jako kolorowe obrazki, kupowane przez szybko bogacących się niemieckich fabrykantów, chcących zamanifestować swoją zamożność. Ta ówczesna burżuazja (ale także wszystkie następne nowobogackie klasy społeczne, np. amerykańska klasa średnia lat 50. XX w.), nie znając się na sztuce, wybierała zawsze sztukę „bezpieczną”, czyli taką, która nie urazi i nie będzie szokować gości; eksponowała w swoich salonach zwłaszcza przedmioty drogie i bezużyteczne.
Zjawisko kiczu to jednak coś więcej, niż tylko sztuka zdegradowana do roli towaru w społeczeństwie kapitalistycznym. Według Abrahama Moles'a kicz to społeczne przyzwolenie na przyjemność płynącą z cichego porozumienia i uczestnictwa w umiarkowanym i uspokajającym „złym guście”, ale przede wszystkim jest to „sztuka szczęścia” (jak ją nazywa autor), czyli „raj dla mało wymagających”. Zdaniem Mirosława Pęczaka, z przywołaniem twórczości Piotra Rubika - to sztuka "dla niewyrafinowanego odbiorcy", "sztuka niska" -  dostosowana do głównych nurtów polskiej popkultury.
Tradycyjnie uprawiana historia sztuki nie poświęcała kiczowi uwagi. Z rzadka tylko odzywały się głosy świadczące o zainteresowaniu „negatywnym pięknem”. Dopiero w XX w., za sprawą takich badaczy jak Werner Hofmann, dziedzina ta włączyła w swoje badania zainteresowanie tym zjawiskiem. Uświadomiono sobie, że z perspektywy diachronicznej kicz jest zjawiskiem odwiecznym. Marek Hendrykowski wymienia wiele przykładów istnienia kiczu w sztuce wcześniejszych epok, np. kicz Giotta, Botticellego, Rafaela, Leonarda da Vinci, Tycjana, Rubensa, rokoka, kicz romantyzmu (gotycyzm, patos przedstawień czynów heroicznych), kicz operowy i operetkowy, kicz Wagnera, Petrarki i Cervantesa, poetów jezior, Mickiewicza, Norwida, Sienkiewicza, Orzeszkowej, itd.
W Polsce Andrzej Banach, autor jednej z publikacji nt. kiczu, uważał kicz za zagrożenie i chorobę.

## Koncepcja kiczu Theodora Adorno
Pojęcie kiczu spopularyzowane w latach trzydziestych dwudziestego wieku przez Theodora Adorno, Clementa Greenberga i Hermanna Brocha jest kluczem do obiektywizacji zależności sztuki wobec świata. W opozycji do idei awangardy definiowali oni kicz jako rodzaj fałszywej świadomości. Dla Adorno, jednego z najwybitniejszych XX-wiecznych teoretyków sztuki, kicz był parodią katharsis i świadomości estetycznej. Tak wykreowane pojęcie kiczu jako antytezy dobrej sztuki eliminowało kanon, zachowując hierarchię wartości. Kicz był rodzajem fałszywej świadomości – iluzją pomagającą ludziom zaakceptować niesprawiedliwy porządek społeczny. Twórcy awangardowi z lat 20. i 30. – często sprzyjający politycznej lewicy – uważali także kicz za społecznie szkodliwy. Z punktu widzenia Adorno prawdziwa sztuka jest krytyczna i kontestująca ucisk społeczny; kicz jest grzecznym i spokojnym fałszem skłaniającym człowieka do pogodzenia się ze swoją sytuacją życiową. Rehabilitacja kiczu nadeszła jednak szybko, bo już z modą na camp w latach 60. Towarzyszyło temu załamanie kryteriów: dziś krytykom znacznie trudniej twierdzić z przekonaniem, że wiedzą, co jest sztuką, a co kiczem. Myszka Miki w komiksie może być kiczem; jako fragment kolażu na obrazie w galerii – dziełem sztuki. Bardzo wiele zależy od kontekstu, w którym obraz się pojawia.

## Koncepcja kiczu Hermanna Brocha
Hermann Broch, austriacki filozof i estetyk, wydawał się iść dalej, dla niego problem kiczu był kwestią bardziej etyczną niż estetyczną – nazywał bowiem kicz „złem w systemie wartości sztuki”. Pisał: „istotą kiczu jest mylenie kategorii etycznej z estetyczną, kicz chce działać pięknie, a nie dobrze – zależy mu na pięknym efekcie”, „kicz nie jest złą sztuką, lecz sztuką nie jest i tworzy własny system odniesień”, „kicz powstaje na skutek rezygnacji z prawdy na rzecz piękna…” 
 
Jego koncepcja kiczu pochodząca z lat 50 XX w. była jedną z najgłośniejszych. Broch zakłada istnienie ścisłego, jednoznacznego związku między etyką a estetyką, i istotę zjawiska kiczu widzi w myleniu tych kategorii. System kiczu wymaga od swoich zwolenników: „pracuj pięknie”, a system sztuki stawia na pierwszym miejscu etyczne hasło „pracuj dobrze”. Czyli w prawdziwej sztuce naturalne jest nastawienie na pracę, a to, co estetyczne, pojawia się niejako automatycznie jako konsekwencja etyki. W kiczu natomiast podstawowym celem staje się wspaniały efekt, dekoracja, ornament. Według Brocha każde działanie (a więc nie tylko tworzenie sztuki) pozytywne etycznie daje efekt pozytywny estetycznie. Sztuka, według niego, to pewien otwarty, rozwijający się system, którego cel – platońskie piękno – pozostaje poza systemem; bowiem nieosiągalność tego celu w ramach systemu jest czymś oczywistym. Naturalnym efektem sztuki jest piękno, ale piękno w postaci pięknych zjawisk, nie zaś piękna samego w sobie. Fałszywy związek między tym, co osiągalne, a tym, co stanowi wzór, oparty na przekonaniu, że ideał może być praktycznie zrealizowany, jest według Brocha skutkiem XIX-wiecznej egzaltacji romantycznej (której poświęca znaczną część swojego eseju), dopatrując się w niej kulturowych źródeł kiczu. Prawdziwa sztuka jest więc olśnieniem, kicz natomiast płynie z egzaltacji i do niej się odwołuje. Sprowadza się do oczekiwania, że każde dzieło sztuki jako takie ma sprowadzać z nieba na ziemię „niebiańskie”, czy też „platońskie” piękno.
Sztuka ma za zadanie, oprócz odzwierciedlenia świata, także go formować, natomiast kicz jedynie imituje formowanie świata. W nauce i sztuce chodzi o stworzenie nowego języka rzeczywistości i gdyby proces ten został przerwany, nie byłoby już nie tylko nauki ani sztuki, znikłby także człowiek, gdyż właśnie odkrywaniem i stwarzaniem rzeczy nowych różni się on od zwierzęcia. Nie to, co absolutnie nowe i nieznane jest tematem sztuki – ale to, co w rzeczywistości przeczuwane, jakiś nowy jej aspekt czy fragment, i związana z tym potrzeba nadania mu formy, by mógł zaistnieć. Sztuka traktuje systemy wartości jak przedmioty rzetelnego opisu i przedstawia takimi, jakimi są. Twórcza swoboda artysty sprowadza się do wyboru między możliwościami tkwiącymi potencjalnie w rzeczywistości a ostatecznie manifestuje się w intencji stworzenia nowego świata. Sztuka zyskuje prawdziwość poprzez bezwzględne podporządkowanie się przedmiotowi, jaki przedstawia. Właśnie ta zdolność do konstruowania nowych światów i autentyzm (dążenie do prawdy) wznosi sztukę ponad kicz. Nastawienie na piękny efekt sprawia, że kicz tylko pozornie opisuje rzeczywistość. Podlega totalnemu wpływowi tego, co było, bazuje na szablonach i schematach. Kicz porusza się więc w obrębie wartości zastanych, odwołuje się do już ukształtowanych gustów i upodobań.
Uprawianie sztuki poprzez szukanie wyłącznie nowych dziedzin piękna w sztuce jest, jak określa to Broch, stwarzaniem sensacji, nie zaś sztuki. Decydujące w kiczu nastawienie na efekt jest tylko etycznie dwuznacznym naśladowaniem prawdy. Negatywna wartość etyczna przypisywana kiczowi wynika z „interesowności” w nim zawartej. Dlatego kicz jest konsekwencją etycznej nikczemności, prowadzącej do Kantowskiego zła. Polega na świadomym odwróceniu hierarchii wartości, w którym powinność jest warunkowana przez cele. Zło w systemie imitacyjnym, jakim jest kicz, wywodzi się z samego systemu, ma charakter bezwzględny i jest nieusuwalne. Nie polega na braku kunsztu, niewłaściwym wyborze tematu, lecz na nieodwracalnym zniszczeniu tego, co jest podstawą wszelkiej sztuki.

## Perspektywa semiotyczna
Odmienne i mniej radykalne podejście do tematyki kiczu proponuje Marek Hendrykowski, przywołując perspektywę semiotyczną. Zgodnie z nią kicz jest tekstem kultury, takim samym jak inne teksty kultury; Kicz jest niezbędnym elementem sztuki jako systemu artystycznego. W ocenie wartości artystycznej dzieła sztuki i kicz się wykluczają, ale jako pojęcia przeciwstawne i zwalczające się, paradoksalnie pozostają sobie nawzajem potrzebne. W kiczu, podobnie jak w sztuce, dominuje funkcja estetyczna, cechuje go również uporządkowanie naddane i posługiwanie się takim samym repertuarem znaków. Różnica tkwi, jak twierdzi Hendrykowski, w sposobie użycia i korzystania z tego repertuaru: dzieło sztuki wytrąca znaki z inercji ich dotychczasowego użycia, gdy tymczasem kicz te same znaki, naznaczone uprzednio przez sztukę, reprodukuje, utrwalając nadaną im wcześniej funkcję estetyczną. Ponadto sztuka potrzebuje kiczu, ponieważ czując się przez kicz zagrożona, wytwarza „przeciwciała”; w ten sposób triumfuje nad kiczem od wielu stuleci, chociaż do całkowitej eliminacji kiczu dojść nie może – sztuka straciłaby wówczas swoją własną tożsamość: przeciwnik, którego zwalcza, jest mu bowiem koniecznie potrzebny do życia

## Sztuka szczęścia
Takie myślenie o kiczu, jakie zwłaszcza zaprezentował Broch, należy już dzisiaj do przeszłości, jest bowiem efektem modernistycznego pojmowania sztuki, którą poddaje się doktrynalnej i normatywnej ocenie. Najbardziej jaskrawym tego przykładem jest praca Abrahama Moles'a Kicz, czyli sztuka szczęścia, w której zjawisko kiczu poddano strukturalnej analizie: autor tworzy skomplikowane tabele, stosuje wzory matematyczne i odwołuje się do języka statystyki; z wielu typologii kiczu (np. „słodki”, „kwaśny”) wartych uwagi jest pięć zasad rządzących kiczem:
- niedostosowanie (przekroczenie zasady funkcjonalności w przedmiocie kiczowatym);
- kumulacja (gromadzenie w jednym przedmiocie różnych funkcji);
- synestezja;
- przeciętność (kicz znajduje się w pół drogi między tym, co akceptowane, a tym, co pociąga nowością);
- komfort (unikanie wszystkiego, co trudne i niewygodne).

Postmodernizm zaprzeczył jednak tym kryteriom, które ofiarował modernizm. Jak twierdzi Maria Poprzęcka: już nie „ornament to zbrodnia”, ale właśnie „ornament to nie jest zbrodnia”. Nie można już używać kategorii kiczu; skłócenie, niespójność, brzydota, bezguście, zabawa z kiczem, mieszanie gatunków sztuki wysokiej i masowej, tandety z luksusem – zjawiska te pozostające do niedawna na marginesie sztuki, teraz znalazły się w jej centrum.

## Kamp
W 1964 roku Susan Sontag opublikowała głośny esej Notes on Camp, w którym zawarła wypunktowane refleksje na temat zjawiska kampu oraz kampowego pojmowania „złej sztuki” – kiczu, który bardzo często pokrywa się z estetyką kampu. Reinterpretuje w ten sposób kicz, odrzucony przez kulturę elitarną i waloryzowany przez nią negatywnie.